# Icy Colors Change
Icy Colors Change – drugi minialbum amerykańskiej raperki Azealii Banks. Wydany został 20 grudnia 2018 cyfrowo, a fizycznie (w formacie CD oraz LP) – dwa dni później, czyli 22 grudnia w sklepie internetowym artystki CHEAPYXO.

## Lista utworów
| Nr | Tytuł utworu                             | Słowa                                                                                 | Muzyka | Długość |
| -- | ---------------------------------------- | ------------------------------------------------------------------------------------- | ------ | ------- |
| 1. | „Icy Colors Change”                      | Azealia Banks, Matt Cutler, Chris Young, Isley Juper, Dorian Strickland, Paul Falcone | Lone   | 5:29    |
| 2. | „What Are You Doing New Year's Eve”      | Frank Loesser                                                                         | Lone   | 5:32    |
| 3. | „Have Yourself a Merry Little Christmas” | Hugh Martin, Ralph Blane                                                              | Lone   | 5:19    |
|    |                                          |                                                                                       |        | 16:20   |

| Edycja fizyczna | Edycja fizyczna                          | Edycja fizyczna                                                                       | Edycja fizyczna | Edycja fizyczna |
| Nr              | Tytuł utworu                             | Słowa                                                                                 | Muzyka          | Długość         |
| --------------- | ---------------------------------------- | ------------------------------------------------------------------------------------- | --------------- | --------------- |
| 1.              | „Icy Colors Change”                      | Azealia Banks, Matt Cutler, Chris Young, Isley Juper, Dorian Strickland, Paul Falcone | Lone            | 5:29            |
| 2.              | „What Are You Doing New Year's Eve”      | Frank Loesser                                                                         | Lone            | 5:32            |
| 3.              | „Have Yourself a Merry Little Christmas” | Hugh Martin, Ralph Blane                                                              | Lone            | 5:19            |
| 4.              | „Sleigh Ride”                            | Mitchell Parish                                                                       |                 | 1:18            |
|                 |                                          |                                                                                       |                 | 17:38           |